# 中国社会科学研究评价中心
南京大学中国社会科学研究评价中心是产研一体的科学研究和咨询服务机构，负责CSSCI数据服务工作。

## 组织机构
南京大学2000年发文设立了中国社会科学研究评价中心，下设咨询部、数据部、项目部、技术部四个部和一个办公室。
同时设有中文社会科学引文索引（CSSCI）指导委员会（原名中国社会科学研究评价中心咨询委员会）。

## 研究人员
专兼职研究员有叶继元、韩新民、苏新宁、邹志仁、袁培国教授等人。
历任主任为张异宾、周宪、王文军、巫强。

## 主持项目
中国社会科学研究评价中心依托南京大学信息管理系在情报学、图书馆学方面的力量，建设了中文社会科学引文索引（CSSCI）数据库、中文学术图书引文索引（CBKCI）数据库、中文社会科学引文索引（扩展版）数据库、学术集刊引文索引数据库、港澳台及海外华文引文索引数据库等人文社科引文数据库系统，并进行学术出版的相关研究。